# Валері Девіс
Валері Девіс (англ. Valerie Davies, 29 червня 1912 — 2 серпня 2001) — британська плавчиня.
Призерка Олімпійських Ігор 1932 року.
Чемпіонка Європи з водних видів спорту 1927 року, призерка 1931 року.
Призерка Ігор Британської імперії 1930, 1934 років.